# Roncus zoiai
Roncus zoiai är en spindeldjursart som beskrevs av Giulio Gardini och Rizzerio 1987. Roncus zoiai ingår i släktet Roncus och familjen helplåtklokrypare. Inga underarter finns listade i Catalogue of Life.